# Olympische Sommerspiele 1896/Leichtathletik – 400 m (Männer)
Der 400-Meter-Lauf der Männer bei den Olympischen Spielen 1896 wurde am 6. und 7. April 1896 im Panathinaiko-Stadion in Athen ausgetragen. Nach den Angaben der unten genannten Webseite SportsReference nahmen insgesamt sieben Sportler aus fünf Nationen teil, laut der unten aufgeführten Literatur von Ekkehard zur Megede waren es elf Athleten aus sieben Ländern. Fünf – nach SportsReference – bzw. acht – nach zur Megede – von ihnen hatten auch am 100-Meter-Lauf teilgenommen.
Die besten zwei Läufer ihrer Zeit waren der Amerikaner Thomas Burke und der Brite Edgar Bredin. Bredin hatte im Juni 1895 den sechs Jahre alten Weltrekord seines Landsmanns Henry Tindall egalisiert, wurde aber im gleichen Jahr von Burke beim prestigeträchtigen Vergleichswettkampf zwischen dem New York Athletic Club und dem London Athletic Club geschlagen. Anfang 1896 entschied Bredin, seine Karriere als professioneller Sportler fortzuführen, womit er in Athen nicht mehr startberechtigt war. So reiste Burke als Favorit an.
Im Panathinaiko-Stadion hatten die Athleten etwas mehr als eine Runde zu laufen. Es gab keine Bahnen, die die Läufer voneinander trennten.

## Rekorde
Die folgende Liste beinhaltet die Weltrekorde vor den Olympischen Spielen. Es sind alles inoffizielle Rekorde. Sie wurden über die Distanz von 440 Yards aufgestellt – das entspricht 402,336 Metern.
| Weltrekord | Henry Tindall ( Großbritannien) | 48,5 s | London, Vereinigtes Königreich | 28. Juni 1889 |
| Weltrekord | Edgar Bredin ( Großbritannien)  | 48,5 s | London, Vereinigtes Königreich | 22. Juni 1895 |

Folgende olympische Rekorde wurden während des Wettbewerbs aufgestellt:
| Olympischer Rekord | Herbert Jamison ( Vereinigte Staaten) | 56,8 s | 6. April 1896 |
| Olympischer Rekord | Thomas Burke ( Vereinigte Staaten)    | 54,2 s | 7. April 1896 |

## Zeitplan
| Vorläufe | Montag, 6. April   |           |
| Finale   | Dienstag, 7. April | 15:30 Uhr |

## Ergebnisse

### Vorläufe

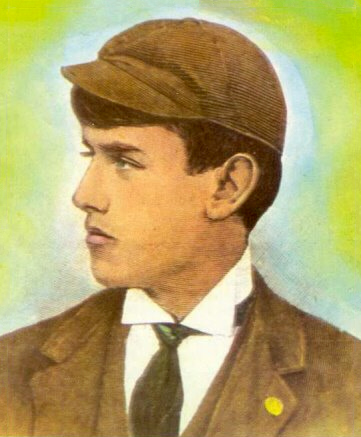
Olympiasieger Thomas Burke

6. April 1896
Es wurden zwei Vorläufe angesetzt. Die zwei Bestplatzierten jedes Vorlaufs – hellgrün unterlegt – qualifizierten sich für das Finale.
Wie bei vielen anderen Wettbewerben auch finden sich unterschiedliche Ergebnisdarstellungen in den verschiedenen unten genannten Quellen. Zum Vergleich sind in den aufgeführten Tabellen die Resultate gegenübergestellt.
Vorlauf 1
Laut SportsReference verursachten Doerry und Grisel beim ersten Startversuch einen Fehlstart und mussten sich beim zweiten Start zur Strafe etwa zwei Meter hinter Jamison und Hofmann aufstellen. In der Darstellung von zur Megede war es Hofmann, der nach einem Fehlstart zwei Meter zurückmusste. Hofmann ging dann sehr schnell an und schloss zum führenden Jamison auf, musste den US-Amerikaner jedoch auf der Zielgeraden wieder ziehen lassen. Jedenfalls gewann Jamison den Vorlauf leicht mit etwa zwölf Metern Vorsprung auf Hofmann.
| Platz | Name            | Land | Zeit      |    |
| ----- | --------------- | ---- | --------- | -- |
| 1     | Herbert Jamison | USA  | 56,8 s    | OR |
| 2     | Fritz Hofmann   | GER  | 58,6 s    |    |
| 3–4   | Kurt Doerry     | GER  | unbekannt |    |
| 3–4   | Adolphe Grisel  | FRA  | unbekannt |    |

| Platz | Name              | Land | Zeit      |           |
| ----- | ----------------- | ---- | --------- | --------- |
| 1     | Herbert Jamison   | USA  | 56,8 s    | OR        |
| 2     | Fritz Hofmann     | GER  | 57,8 s    | geschätzt |
| 3     | Kurt Doerry       | GER  | unbekannt |           |
| 4     | Adolphe Grisel    | FRA  | unbekannt |           |
| 5     | Launceston Elliot | GBR  | unbekannt |           |
| 6     | Vanoni            | FRA  | unbekannt |           |

Vorlauf 2
Obwohl müde vom kurz zuvor ausgetragenen Vorlauf über 100 Meter, setzte sich der Favorit Burke klar durch. Im Ziel betrug der Vorsprung vor dem Briten Gmelin etwa 13½ Meter. Gmelin schlug Reichel mit etwa elf Metern Vorsprung. Nach SportsReference wurden nur die Zeiten der beiden Erstplatzierten genommen, die des Dritten ist geschätzt. Wie schon zuvor gibt zur Megede an, dass schon die ab Rang zwei genannten Werte geschätzt wurden.
| Platz | Name           | Land | Zeit       |           |
| ----- | -------------- | ---- | ---------- | --------- |
| 1     | Thomas Burke   | USA  | 0058,4 s00 |           |
| 2     | Charles Gmelin | GBR  | 1:00,5 min |           |
| 3     | Frantz Reichel | FRA  | 1:02,3 min | geschätzt |

| Platz | Name                  | Land | Zeit       |           |
| ----- | --------------------- | ---- | ---------- | --------- |
| 1     | Thomas Burke          | USA  | 0058,6 s00 |           |
| 2     | Charles Gmelin        | GBR  | 1:00,0 min | geschätzt |
| 3     | Georges de la Nézière | FRA  | unbekannt  |           |
| 4     | Nándor Dáni           | HUN  | unbekannt  |           |
| 3     | Luis Subercaseaux     | CHI  | unbekannt  |           |

In der Vorrunde ausgeschiedene Läufer:

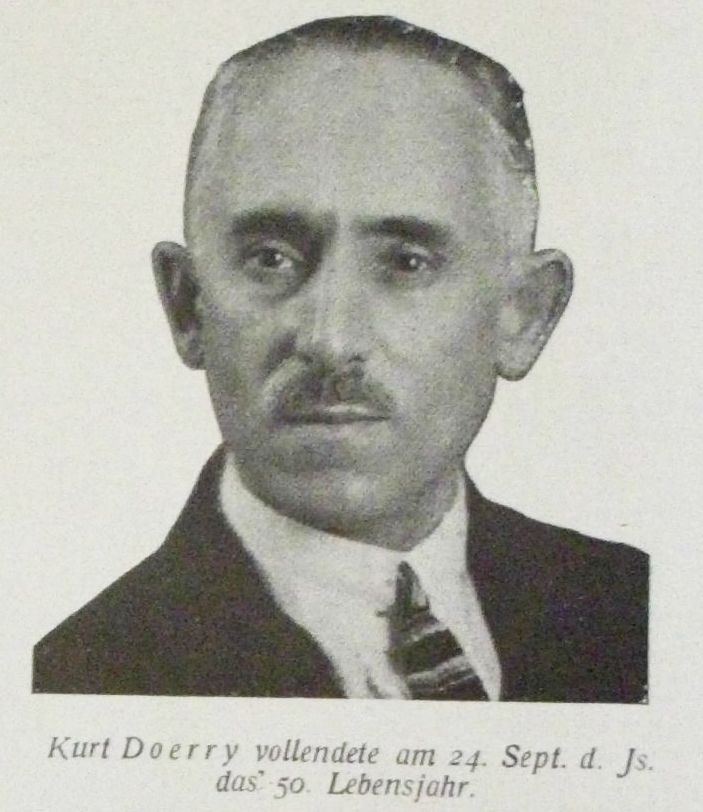
Kurt Doerry – hier im Jahr 1924 – erster Vorlauf
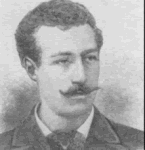
Launceston Elliot – vermutlich erster Vorlauf
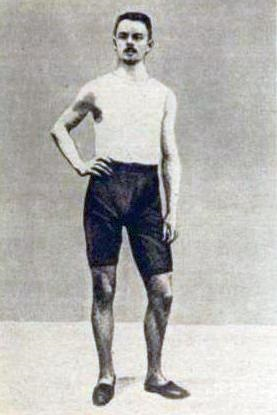
Frantz Reichel – zweiter Vorlauf

### Finale
7. April 1896, 15:30 Uhr
Burke lief mehr als vier Sekunden schneller als am Vortag und verbesserte auch den am Vortag aufgestellten olympischen Rekord seines Landsmanns Jamison um 2,6 Sekunden. Im Ziel lag er 7½ Meter vor Jamison. Den dritten Platz sicherte sich nach SportsReference und auch nach der unten genannten Webseite des IOC Gmelin mit einem Fuß Vorsprung vor Hofmann. Nach Angabe von zur Megede erreichte dagegen Hofmann Platz drei, Gmelin wurde Vierter.
Wie schon bei den Vorläufen sind laut SportsReference die Zeiten der beiden Erstplatzierten genommene Werte, während laut zur Megede schon vom zweiten Platz an geschätzt wurde.
| Platz | Name            | Land | Zeit   |           |
| ----- | --------------- | ---- | ------ | --------- |
| 1     | Thomas Burke    | USA  | 54,2 s | OR        |
| 2     | Herbert Jamison | USA  | 55,2 s |           |
| 3     | Charles Gmelin  | GBR  | 56,7 s | geschätzt |
| 4     | Fritz Hofmann   | GER  | 56,7 s | geschätzt |

| Platz | Name            | Land | Zeit   |           |
| ----- | --------------- | ---- | ------ | --------- |
| 1     | Thomas Burke    | USA  | 54,2 s | OR        |
| 2     | Herbert Jamison | USA  | 55,2 s | geschätzt |
| 3     | Fritz Hofmann   | GER  | 55,6 s | geschätzt |
| 4     | Charles Gmelin  | GBR  | 56,6 s | geschätzt |

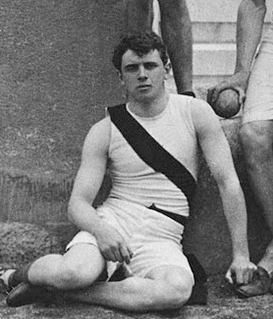
Herbert Jamison wurde Olympiazweiter
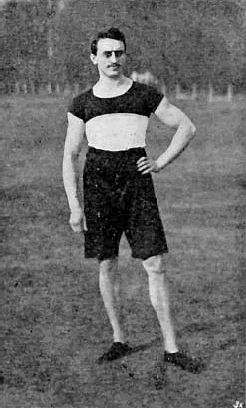
Fritz Hofmann, Zweiter über 100 Meter, Hochsprung-Fünfter und evtl. Dreisprung-Teilnehmer, kam auf den vierten Platz